# Dinotoperla eucumbene
Dinotoperla eucumbene is een steenvlieg uit de familie Gripopterygidae. De wetenschappelijke naam van de soort is voor het eerst geldig gepubliceerd in 1971 door McLellan.